# Catacamas
Catacamas es un municipio del departamento de Olancho en la República de Honduras.

## Toponimia
El nombre de Catacamas se debe a Atlakamani, una diosa azteca del agua.

## Límites
Catacamas está localizada en el Valle del Guayape .
Catacamas, al igual que el territorio departamental de Olancho, tienen muchas particularidades en común: son el municipio y el departamento más grandes de Honduras.
| Orientación | Límite                                         |
| ----------- | ---------------------------------------------- |
| Norte       | Municipio de Gualaco, Olancho                  |
| Norte       | Municipio de San Esteban, Olancho              |
| Norte       | Municipio de Dulce Nombre del Culmí, Olancho   |
| Sur         | Municipio de Patuca, Olancho                   |
| Sur         | Municipio de Trojes, El Paraíso                |
| Este        | Municipio de Dulce Nombre de Culmí, Olancho    |
| Este        | República de Nicaragua                         |
| Oeste       | Municipio de Santa María del Real, Olancho     |
| Oeste       | Municipio de San Francisco de Becerra, Olancho |
| Oeste       | Municipio de Juticalpa, Olancho                |

La extensión de Catacamas es de 7.173,89 km².
La ciudad de Catacamas está situada entre los 14°54′04″ latitud norte y 85°55′31″ del meridiano de Greenwich.
En esta ciudad están ubicadas las Cuevas de Talgua cuenta con tres iglesias católicas y varias de otras religiones, de esta ciudad es el expresidente de Honduras José Manuel Zelaya Rosales. Catacamas cuenta con varios colegios y escuelas así como centros de asistencia médica esta ciudad está ubicada a 210 km de la capital Tegucigalpa, M.D.C.

### Lugares de interés
Ubicada en un valle a 450 metros sobre el nivel del mar, tiene al norte la exuberante Montaña Piedra Blanca, parte del Parque nacional de la Sierra de Agalta, con gran variedad de especies botánicas, como coníferas, plantas latifoliadas, unas 80 especies y variedades de orquídeas y una numerosa fauna que incluye felinos y quetzales. Al oeste se levanta la montaña del Bálsamo, de menor altura.
Al norte y oeste están el “Cerro de la Cruz” y la Colina “El Cuartel”, entre otras, desde donde se logran las mejores vistas panorámicas de la ciudad, incluyendo el Parque Polideportivo y Cultural “Ramón Díaz López”.
Más allá, 5 km al este, están las mundialmente famosas Cuevas de Talgua, descubiertas en 1994, donde recientemente se produjo el hallazgo de las “Calaveras Luminosas”, parte de esqueletos de indígenas Pech fallecidos hace tres mil años.
A unos 6 km al sur corre el aurífero Guayape, que con el Guayambre forman el Río Patuca, que es el más caudaloso del país, después del Segovia. Entre ambos se entiende la Cordillera Entre Ríos, perteneciente al Municipio de Catacamas.
Y si de enamorados se trata, pasar un día en el Cerrito de la Cruz es visita obligada, pues es ya tradición que las parejitas se den cita en dicho lugar para disfrutar de la tranquilidad y el ambiente romántico que ofrece este maravilloso espacio.
Esa posición geográfica la ha puesto en el mapa turístico de Honduras, sin embargo también ofrece alternativas para visitar el Parque nacional de la Sierra de Agalta, es la puerta de entrada a la Reserva de la biosfera de Río Plátano por el municipio de Dulce Nombre de Culmí y al Parque nacional Patuca.
Catacamas cuenta con una bonita iglesia colonial, dedicada a San Francisco de Asís, y el edificio de la Alcaldía aún mantiene su arquitectura original, tan típica del ambiente rural hondureño.
Cuenta con dos bonitas plazas y tiene una imponente cruz construida en lo alto de un cerro aledaño a la ciudad, desde el cual se tiene una imponente vista de la ciudad y buena parte del valle del Río Guayape.
Según informes, el acceso por las gradas hasta la cruz cuenta con más de 600 gradas, así que se recomienda al viajero tome su tiempo en el ascenso.
Actualmente se construyó e inauguró el Aeropuerto Regional El Aguacate, en lo que fue antiguamente la Base militar aérea El Aguacate de las Fuerzas Contrarrevolucionarias de Nicaragua (Contras) y de la CIA, su pista será capaz de recibir aeronaves de dimensiones importantes.
El Río Guayape tiene una legendaria fama por la importante cantidad de pepitas de oro que a lo largo de los años se ha rescatado de su lecho. De hecho, hasta el día de hoy se pueden encontrar personas haciendo su trabajo de lavado en el río, actividad que les genera los ingresos necesarios para subsistir. El ambiente rural de Catacamas es complementado por la Universidad Nacional de Agricultura (UNA) y la Escuela El Sembrador.

## Historia
Catacamas, o la “Ciudad Florida” como le llamó el gran poeta y escritor olanchano Froylán Turcios, se extiende sobre una vasta planicie regada por el Río Guayape, en el corazón del ubérrimo departamento de Olancho.
Con apenas 50 años después de la llegada de los españoles, esta hermosa tierra poblada en su mayoría por indígenas tribales, ya era conocida con el nombre de San Cristóbal de Catacamas. Eran los albores del mestizaje (1539), el porvenir del simbiosis cultural, se iniciaba el largo camino de la rica historia del municipio más extenso y de mayor porvenir en Centroamérica.
No se sabe la fecha de su fundación, solamente que en 1770 ya tenía arreglados sus ejidos. En el recuento de población de 1791 aparece como San Francisco Catacamas, formando parte del curato de Manto y en la División Política Territorial de 1889 era uno de los Municipios del Distrito de Juticalpa. Después de la independencia, para el año de 1838 fue creado oficialmente el Municipio de Catacamas. Ya en la división política territorial de 1889 aparece formando parte en su condición de municipio del Distrito de Juticalpa. El 24 de enero de 1898 se le confirió el título de ciudad. siendo Presidente de la República el Doctor Policarpo Bonilla y fungiendo como alcalde municipal el señor Demetrio Jiménez.

### Alcaldes

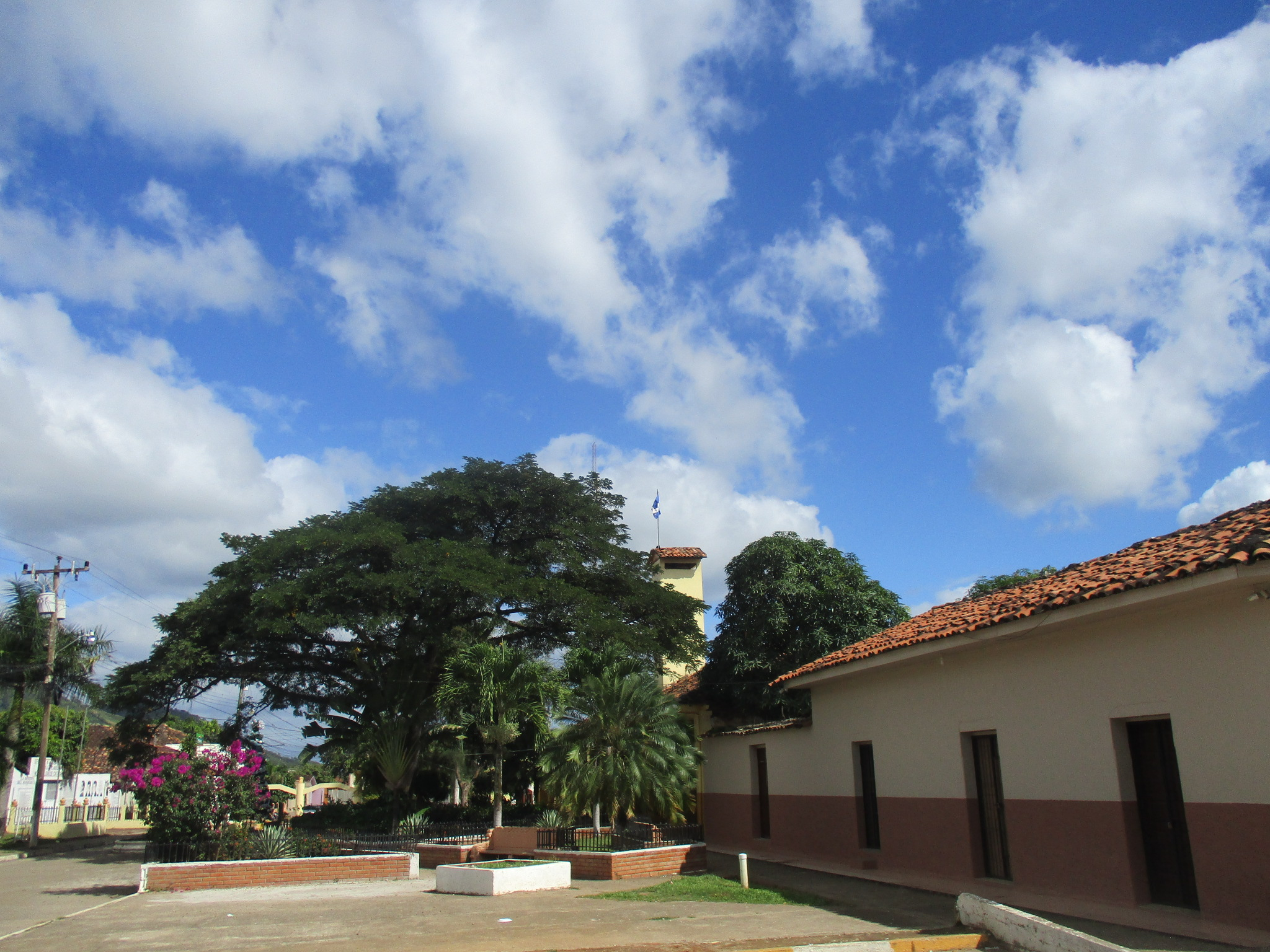
Alcaldía Municipal

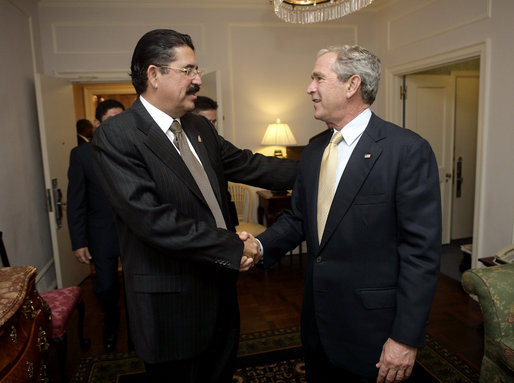
Manuel Zelaya junto con el ex-Presidente de los Estados Unidos, George W. Bush.

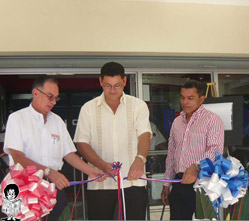
Gustavo Rosa Barahona alcalde de Catacamas 2006-2010 (derecha), junto a Marlon Escoto Rector de la UNA (centro) y Mario Andino presidente BANCATLAN (izquierda)

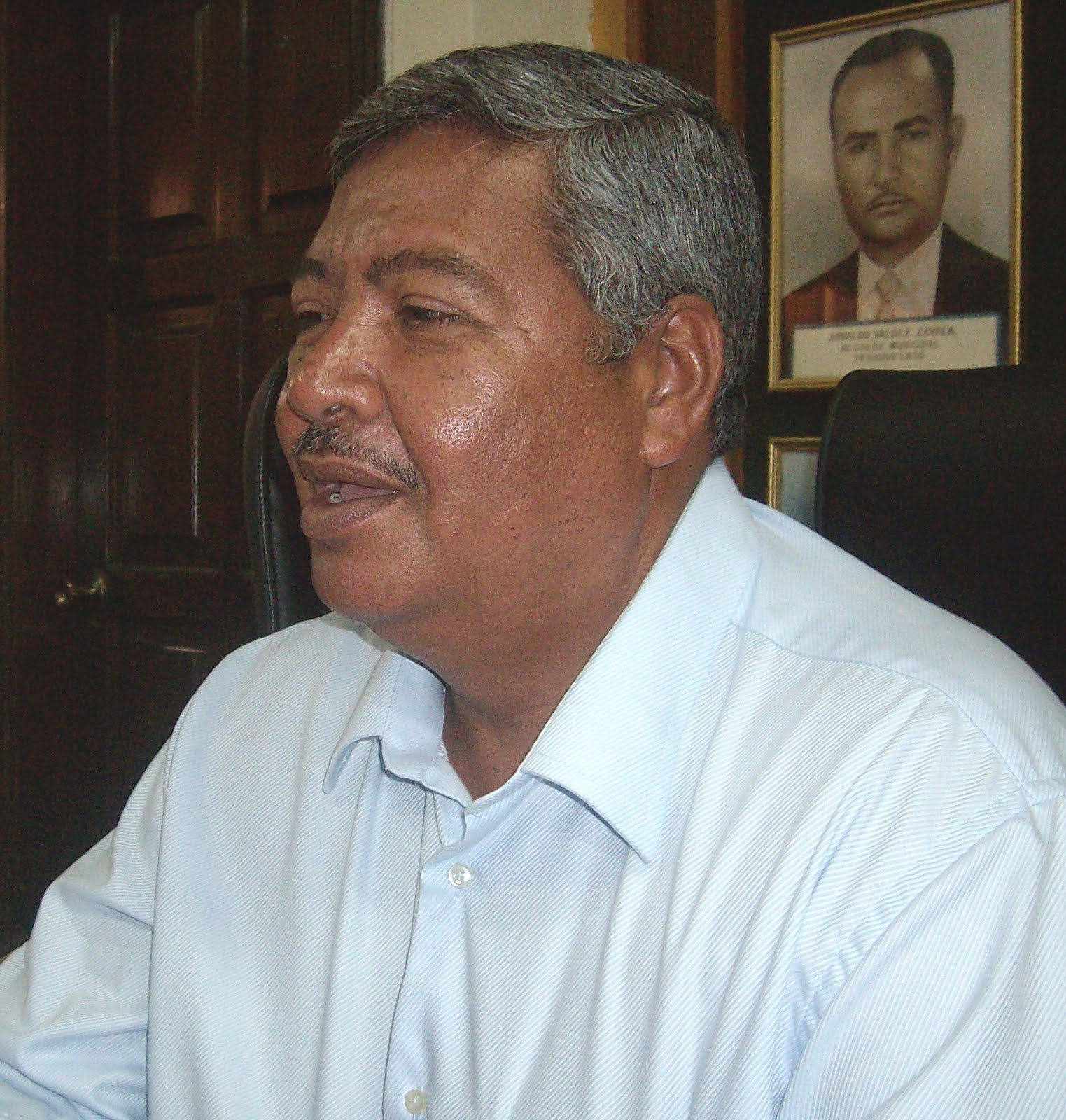
Lincoln Alejandro Figueroa
Alcalde de Catacamas periodo 2010-2018

| No hay datos antes de esta fecha |

| N  | Alcalde                    | Año de entrada           | Año de Salida            |
| -- | -------------------------- | ------------------------ | ------------------------ |
| 1  | Marcio Jiménez             | 1768                     | ?                        |
| 2  | Nicolás Hernández          | ?                        | ?                        |
| 3  | Toribio Sánchez            | 1838                     | ?                        |
| *  | Alcaldes de 1911-1982      |                          |                          |
| 4  | Tomás Cálix Martínez       | 1911                     | 1912                     |
| 5  | José María Romero          | 1912                     | 1913                     |
| 6  | Octavio Lara               | 1913                     | 1914                     |
| 7  | Víctor Rodríguez           | 1914                     | 1915                     |
| 8  | Miguel Muñoz               | 1915                     | 1916                     |
| 9  | Rafael Moya                | 1916 1922 1929           | 1917 1924 1930           |
| 10 | Félix Manuel Reyes         | 1917                     | 1918                     |
| 11 | José Ángel Hernández       | 1918 1920                | 1919 1922                |
| 12 | Gregorio Antonio Lobo      | 1919 1925 1928 1931      | 1920 1926 1929 1932      |
| 13 | Romualdo Irías Cálix       | 1924                     | 1924                     |
| 14 | Francisco Navarro Irías    | 1924                     | 1925                     |
| 15 | Teófilo Rodríguez          | 1927                     | 1928                     |
| 16 | Pablo Alemán               | 1930 1932                | 1931 1933                |
| 17 | Agustín Figueroa           | 1933                     | 1934                     |
| 18 | Estanislao Moya            | 1934                     | 1935                     |
| 19 | Mariano Mercodal Rosales   | 1935                     | 1936                     |
| 20 | Carlos Lobo López          | 1936 1939                | 1937 1940                |
| 21 | Tomás Cálix Lara           | 1937 1940                | 1938 1941                |
| 22 | Fausto Lara Cálix          | 1938                     | 1939                     |
| 23 | Alberto Díaz Osorio        | 1941 1944 1946 1950 1953 | 1943 1945 1947 1951 1954 |
| 24 | Juan Sindair Rosales       | 1945                     | 1946                     |
| 25 | Francisco Alemán Ávila     | 1947                     | 1948                     |
| 26 | Ernesto Hernández Lobo     | 1948 1965                | 1949 1968                |
| 27 | Gregorio Lobo Cálix        | 1949                     | 1950                     |
| 28 | Rodolfo Mendoza            | 1951                     | 1952                     |
| 29 | Ramón Lobo Cálix           | 1952                     | 1953                     |
| 30 | Rodolfo Mercadal Lara      | 1954                     | 1955                     |
| 31 | Armando Valdez Zabala      | 1955                     | 1956                     |
| 32 | Pompilio López Echeverría  | 1956                     | 1957                     |
| 33 | Antonio Palacios Cruz      | 1957                     | 1958                     |
| 34 | Juan Villeda               | 1958                     | 1960                     |
| 35 | Rodolfo Mercadal Lara      | 1960                     | 1962                     |
| 36 | Humberto López Cálix       | 1962                     | 1965                     |
| 37 | Humberto Palacios Lobo     | 1968                     | 1971                     |
| 38 | Carlos Lobo Escobar        | 1971                     | 1976                     |
| 39 | Pablo Alemán Acosta        | 1976                     | 1978                     |
| 40 | Mario Salvador Rivera      | 1978                     | 1980                     |
| 41 | Regulo Pastor Erazo        | 1980                     | 1982                     |
| *  | Constitución de 1982       |                          |                          |
| 42 | Ramón Valderramos E.       | 1982                     | 1984                     |
| 43 | José A. Cabrera            | 1984                     | 1986                     |
| 44 | Luis Alberto Cruz          | 1986                     | 1989                     |
| 45 | Moisés Alemán Gómez        | 1989                     | 1990                     |
| 46 | Antonio Salgado            | 1990                     | 1994                     |
| 47 | Ramón Enrique Díaz         | 1994                     | 1998                     |
| 48 | Alejandro Fredy Salgado    | 1998                     | 2002                     |
| 49 | Tulio Alberto Moya         | 2002                     | 2002                     |
| 50 | Ramón Cálix Urtecho        | 2002                     | 2006                     |
| 51 | Gustavo Rosa Barahona      | 2006                     | 2010                     |
| 52 | Lincoln Alejandro Figueroa | 2010                     | 2022                     |
| 53 | Marco Ramiro Lobo          | 2022                     | 2026                     |

## Población
El municipio de Catacamas es el más grande de Honduras con 7,264 km² cuadrados. Su ciudad está a uno de los costados del municipio con 133,896 habitantes, es una ciudad en desarrollo, es la más importante y desarrollada del departamento de Olancho, a pesar de que no es la cabecera. Olancho tiene una extensión de 23,905 km² cuadrados y Catacamas es la cuarta parte del departamento.

## Educación

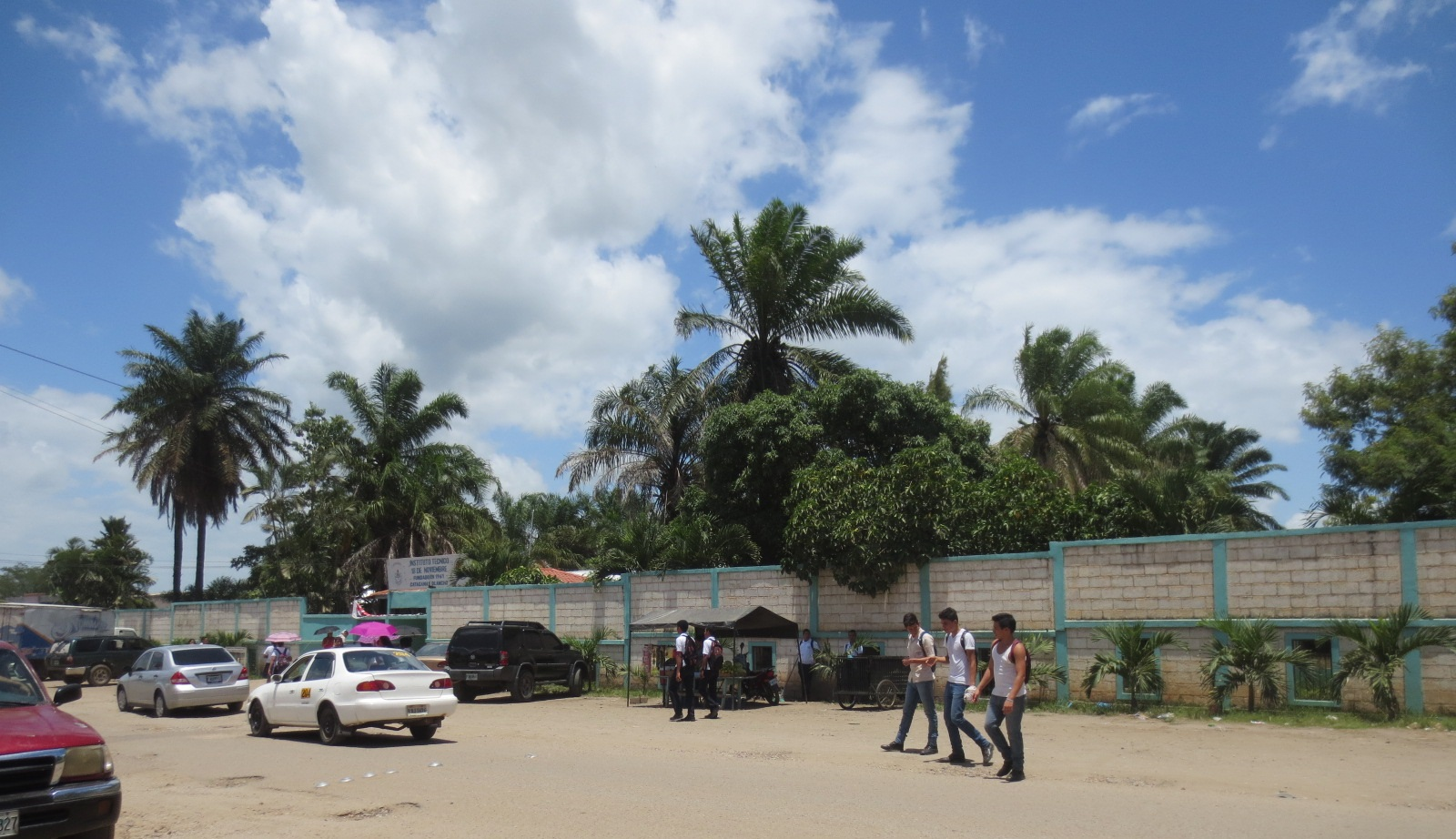
Instituto Técnico "18 de Noviembre"

El municipio de Catacamas cuenta con varios centros de estudios:
- Educación Superior:
  - Universidad Nacional de Agricultura (UNAG)
  - Universidad Cristiana Evangélica Nuevo Milenio (UCENM)
  - Universidad Cristiana de Honduras (UCRISH)
- Educación Media: Instituto Técnico "18 de Noviembre". Instituto Privado Evangélico. Instituto Privado de Oriente. Instituto El Sembrador HOREB. Instituto "Miguel Rafael Madrid". Instituto Bilingüe "CAB". Instituto Tecnológico Catacamas. Centro Educativo Cristiano Católico "San Francisco de Asís".
- Educación Primaria: Centro de Educación Básica "Policarpo Melara". Escuela Urbana Mixta Profesor "Pedro Nufio". Escuela Evangélica Emmanuel. Escuela Urbana Mixta "Concepción Amador". Escuela Urbana Mixta "Felicita Navarro". Huios Bilingual Christian School, Centro de Aprendizaje Bilingüe "CAB", Vida Abundante Christian School, Escuela y Jardín Adventista Maranatha, entre otros.

## Salud
La ciudad de Catacamas cuenta con un Hospital público de maternidad y de emergencia; asimismo, se encuentra el hospital público "Hermano Pedro" de la iglesia católica.

## Deportes
Como parte de la proyección deportiva de las autoridades en Catacamas, se encuentra en construcción un área Olímpica, que albergará una cancha para fútbol, una piscina, gimnasios y otros edificios deportivos, que llevará por nombre "Área Olímpica Froylan Turcios ", y además se construirá un "Polideportivo Ramón Díaz López". Asimismo en la Plaza, frente de la Parroquia de San Francisco de Asís, existe una cancha de baloncesto, fútbol y voleibol.

### Fútbol
En la Ciudad de Catacamas se encuentra el Estadio Municipal Rubén Guifarro con capacidad para albergar a más de 5,000 aficionados, este estadio es sede del equipo Atlético Catacamas.

### Aeromodelismo
Tiene la sede principal en el Aeródromo El Aguacate. Actualmente existe un Club representativo de Olancho, "Club de Aeromodelismo de Olancho Tucanes de Agalta" afiliado a la "Federación Hondureña de Aeronáutica", Bajo la presidencia de Marlon Salgado, Vicepresidente Luis Erazo y Secretario Félix M. Hernández, este club y la Admon del Aeródromo El Aguacate dirigida por Ernesto Matamoros desde el año 2012 organizan año a año un evento denominado TUCANES DE AGALTA con el fin de fomentar el Deporte-Ciencia y beneficiar económicamente a 3 centros de Asistencia Social:
1. Hogar de Ancianos San Francisco de Asís
2. Centro Cristiano de Rehabilitación Compartiendo Juntos
3. Comedor Infantil del Barrio La Trinidad.

Este evento cuenta con la presencia de:
1. Federación Hondureña de Aeronáutica
2. Club de Aeromodelismo de Tegucigalpa
3. Club de Paracaidismo H-Altura Xtrema
4. Escuela de Aviación Alas Aviation

El evento consiste en la demostración de vuelos de aeromodelos, exhibición de aeromodelos, Salto de Paracaidismo y Raitecitos sobre la Ciudad de Catacamas.
Este año 2015, por 4.º año consecutivo se realizara la segunda semana del Mes de junio.
El club realiza practica todos los Domingos En el Aeródromo, El Aguacate.

## Economía
Catacamas es un municipio rico en producción de lácteos, carnes y granos básicos. De los tres sectores productivos del municipio: Primario (Agricultura, Pecuaria) Secundario (Industria) y Terciario (Servicios y Comercio) el último elabora el 45 por ciento del valor bruto de producción (VBP).
Sin embargo el municipio, aún es dominado por sus áreas rurales productivas. El subsector pecuario con un valor bruto de producción de más de 1900 millones de Lempiras anualmente es el subsector productivo más fuerte del municipio. De los principales productos agrícolas destacan el frijol, el maíz así como el café y la yuca. Los principales productos de la industria son, aparte de la producción de lácteos, arena, bloques, costura y panes.
Como tendencias e innovaciones en la economía local de Catacamas se pueden observar que varios otros sectores de la economía local han experimentado un nuevo dinamismo en los últimos años.
(1) El sector de la construcción por ejemplo se ha visto fortalecido con nuevos proyectos de lotificación/urbanización. Muchas de las casas y terrenos son comprados por originarios de Catacamas que viven en el exterior o a través de sus familiares.
(2) Otra área de crecimiento es el sector del turismo. Se ha creado recientemente con el apoyo de la Cooperación Alemana una mesa público-privada para implementar actividades que fortalecen a este sector en una estrategia común con los municipios Santa María del Real y Dulce Nombre del Culmí. Actualmente se trabaja en el diseño de la eco-rutas turística y en la capacitación de oferentes para servicios turísticos (guías, restaurantes, hoteles, etc.)
(3) En otro proceso innovador se están certificando varias fincas de café de la región con el Rainforest Alliance Certificate, un certificado para café de producción sostenible. La certificación permite lograr mejores precios para el café y al mismo tiempo conservar la naturaleza.

## Turismo

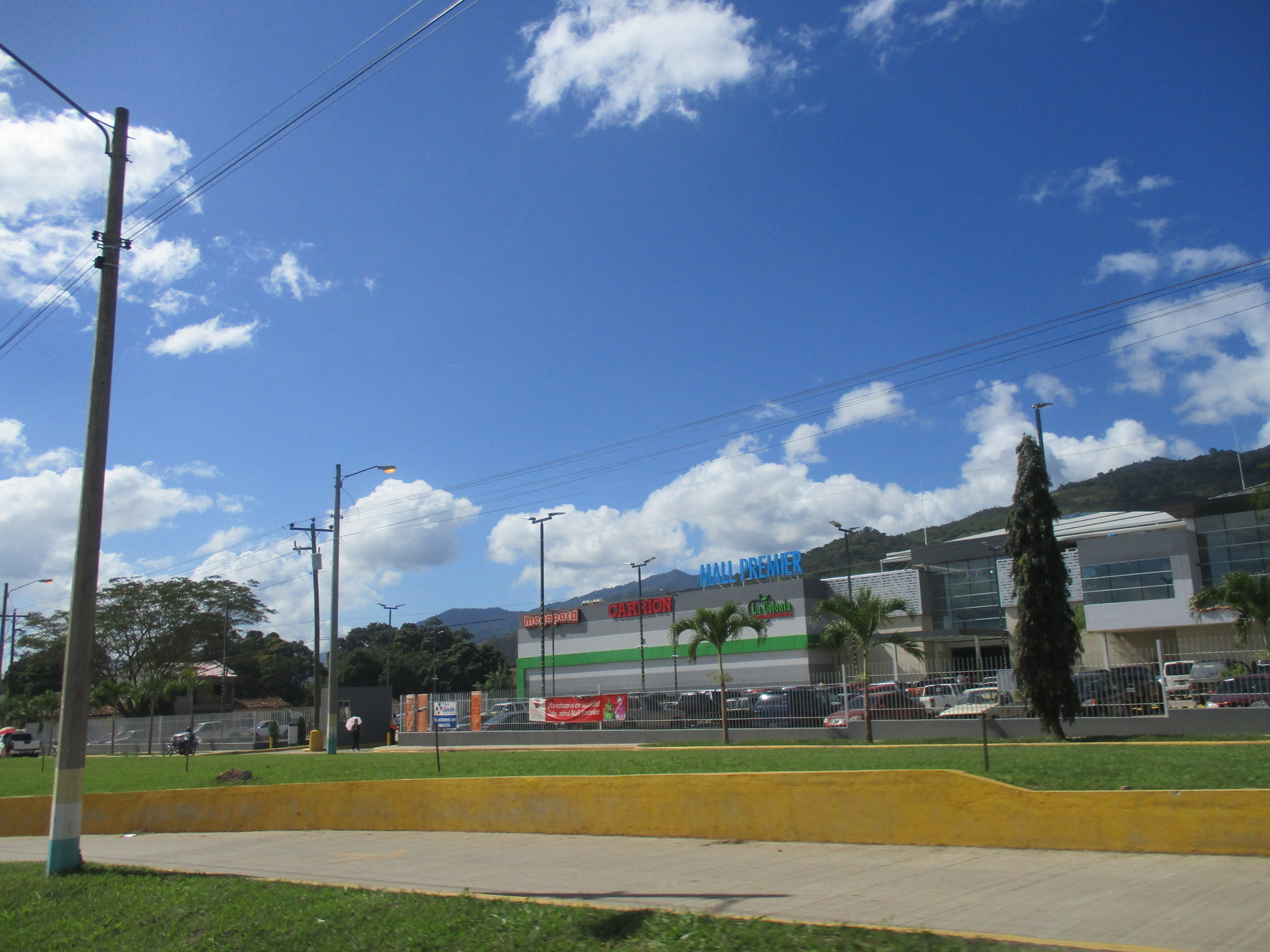
Mall Premier Catacamas

### Gastronomía
Famosa por sus productos lácteos (quesos, mantequilla crema y mantequilla de vejiga o de costal), así mismo por sus platos típicos, como: el tapado olanchano, la sopa de arroz de maíz, la cazuela, los tradicionales nacatamales. y también por el ya tradicional vino de coyol que solo en la temporada de Semana Santa se extrae.
Aparte que siempre en esta época de Semana Santa, es muy común elaborar comidas derivadas de los pescados, las familias los viernes santos acostumbran a elaborar comidas tales como: Pescado frito, sopa de pescado o pescado enhuevado, entre otras.
También algo muy conocido de su gastronomía son las deliciosas rosquillas, elaboradas por las mejores manos artesanales del municipio.
También para la Navidad algo muy tradicional en Catacamas, es la elaboración de pastelitos navideños, elaborados a base de masa y carne y se les esparce un poco de azúcar encima.

## Infraestructura

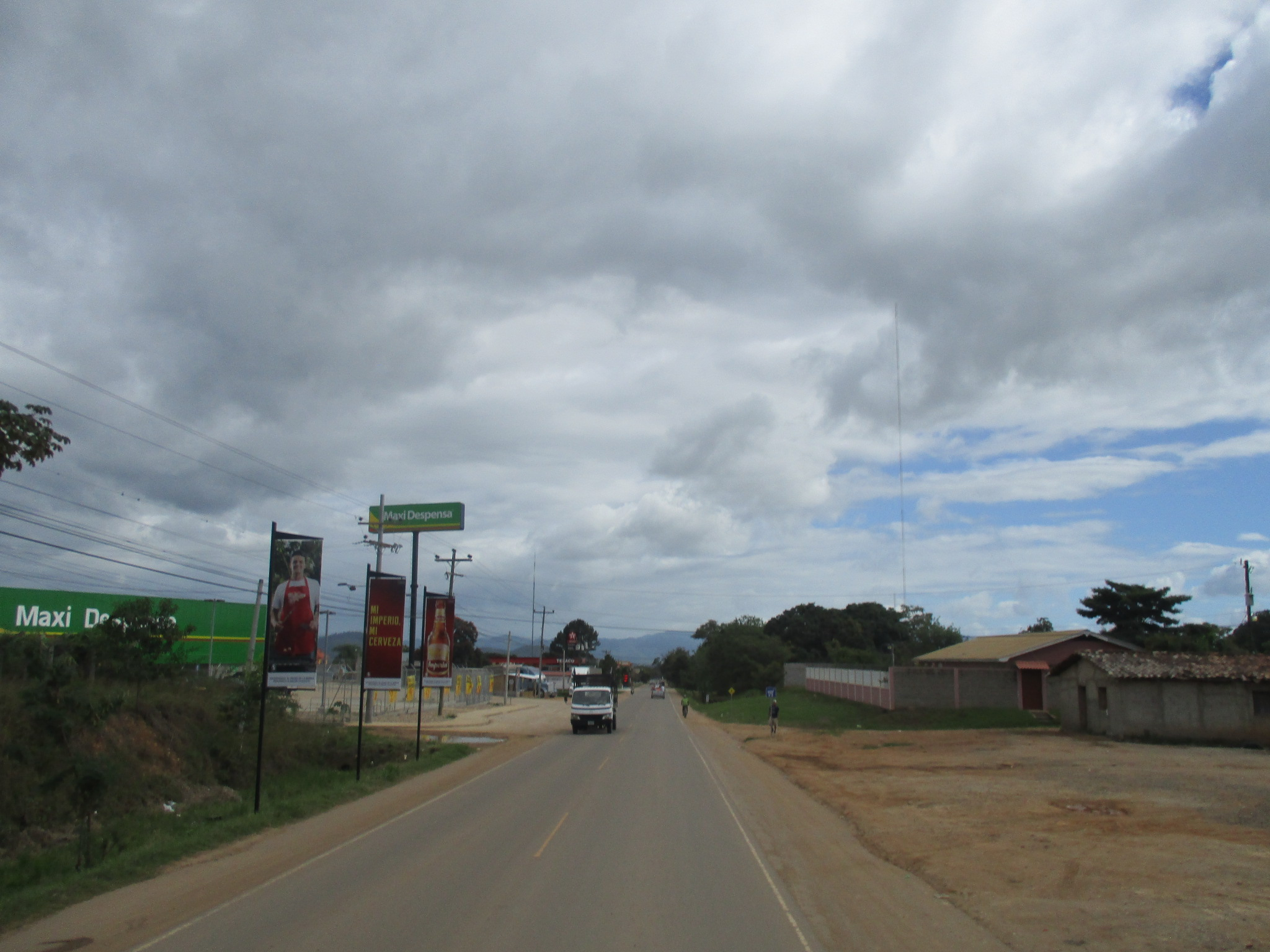
Carretera hacia La UNA

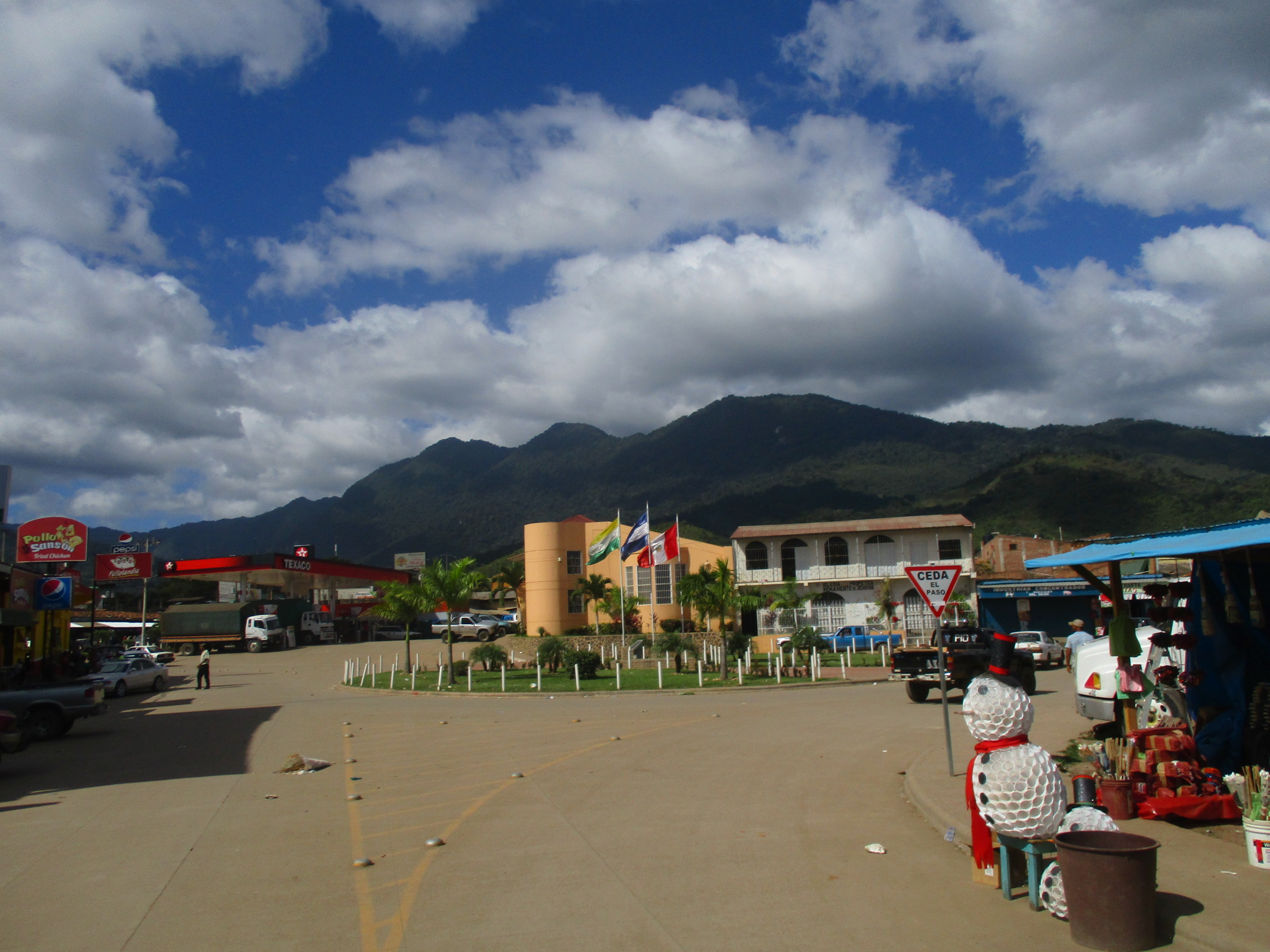
Rotonda hacia el centro de Catacamas

Catacamas ha evolucionado en los últimos años en su apariencia, la pavimentación de sus calles en el área urbana se ha incrementado en la mayoría de avenidas y bulevares y entradas principales, centros comerciales y malls con proyectos futuro que vendrán a mejorar las condiciones de vida de sus habitantes
En el área rural se ha pavimentado las vías de comunicación terrestre de manera que facilita la movilización a los pequeños y grandes productores, Por ejemplo el trayecto entre el Municipio de Catacamas y Dulce Nombre de Culmí.

### Infraestructura vial y aérea
Carretera asfaltada hasta la capital (Catacamas – Tegucigalpa 210 km) con conexión a SPS (Catacamas – San Pedro Sula 545km) y Costa norte, Carretera de tierra transitable todo el año a Dulce Nombre de Culmí (Catacamas – Culmi 40 km)
Carretera de tierra al municipio de Dulce Nombre de Culmí y Patuca transitable todo el año.
Aeropuerto Regional El Aguacate con pista de 2300 metros en fase de pavimentación 1600 metros. El aeropuerto es de uso militar y civil desde 2011.

### Agua y saneamiento
Los servicios públicos de la ciudad de Catacamas son administrados por la empresa Servicios Municipales de Catacamas SERMUCAT, creada en el año 2000 en la administración edilicia del P.M. Fredy Alejandro Salgado. Esta empresa municipal tiene carácter de unidad desconcentrada de la municipalidad con autonomía administrativa y financiera. Depende de la Corporación Municipal, seguido de una Junta Directiva(J.D.) conformada por el alcalde quien a su vez es el presidente, el gerente es el secretario y complementan la Junta tres regidores, un representante del sector comercial, otro del sector salud y uno de la sociedad civil. Asisten a las reuniones de J.D. el Comisionado(a) Municipal y el presidente de la Comisión de Transparencia como veedores. Brinda los servicios de agua potable, alcantarillado sanitario, tren de aseo y limpieza de calles pavimentadas. En cuanto al servicio de agua potable cuenta con dos sistemas, el del Río Catacamas y el sistema de Quebrada de Agua. La red de distribución de agua potable es de aproximadamente 200 kilómetros de longitud con 6,467 conexiones(sept. 2022). En Alcantarillado Sanitario se cuenta con aproximadamente 100 kilómetros de red colectora(un 50% de cobertura), tres sistemas de tratamiento(lagunas de oxidación), las del sector Este(Las Lomas), Oeste(El Toronjal) y Sur(al pie del cerro El Cura), actualmente se tienen 5,231 usuarios(sept. 2022). En Tren de Aseo se cuenta con 5 macro rutas bajo la modalidad de contratación privada  cubriendo un 60% del casco urbano de la ciudad con 6,690 usuarios(sept. 2022), la basura es conducida a un sitio de disposición final a 22 kilómetros hacia el Este de la ciudad en la aldea Kilíz. El servicio de limpieza de calles se realiza en unos 20 kilómetros de calles pavimentadas con 15 aseadoras que trabajan desde las 4am hasta las 10am todos los días excepto los domingos que lo hace una persona contratada para continuar la limpieza en el sector más comercial ese día, 1,936 usuarios(sept. 2022).
La estructura administrativa de SERMUCAT es la siguiente: Junta Directiva, Gerencia, sub Gerencia, Auditoría Interna, Administración, Tesorería, Contaduría, Operación y Mantenimiento, Comercialización, Facturación, de los que dependen: distribución de avisos de cobro, recaudadores de mora y cortes, aseo de calles, fontaneros de agua potable, alcantarillado sanitario, encargados de mantenimiento de lagunas de oxidación, vigilantes de oficina, vigilantes de presas y líneas de conducción de agua potable.

### Comunicaciones
Telefonía: servicio de telefonía fija Hondutel y tres proveedores de la telefonía celular: Tigo, Claro, y Olanchocel.
Televisión Cable: Dos proveedores de cable TV, (CAVICAT y Telecab) Television Satelital: Un proveedor de Television Satelital, (Sky).
Emisoras de TV local: Canal 45TV-HD, Encuentro TV, Canal 21, Canal 
33, y Canal 30.
Radio: 15 emisoras de radio local: Omega Stereo 100.3 FM, Galaxia Digital, Radio Difusora de Catacamas, entre otras y 2 nacionales (Radio América y Radio HRN). Contando con una productora de música y audio: KatrachoMusic.

### Energía
Está en proceso de construcción una subestación eléctrica que mejorará considerablemente el servicio de energía deficiente por la demanda creciente. Proyectos hidroeléctrico en planificación en el río Talgua en conjunto con ENERGISA.
El Proyecto Hidroeléctrico Piedras Amarillas también conocido como Patuca 3, está localizado en la zona oriental de Honduras, específicamente en el Departamento de Olancho, entre los municipios de Catacamas y Patuca, a unos 5 km aguas abajo de la confluencia de los ríos Guayape y Guayambre. (En Construcción)
| Año       | Dato |
| --------- | --- |
| 1747-1911 | En cuanto a sus actividades no se conoce la historia solo existía desarrollo en la ciudad debido a los recursos económicos. |
| 1968      | Inicia la primera etapa del pavimento                                                                                       |
| 1971-1976 | Se da seguimiento a la pavimentación y construyó el rastro público                                                          |
| 1986-1989 | Se construye el edificio del mercado municipal, se dona mobiliario a muchas escuelas                                        |
| 1990-1994 | Se construyen nuevas oficinas y se instalan servicios sanaitarios en el cabildo municipal                                   |
| 2002      | Tulio Moya solo gobernó de enero a abril ya que falleció en un accidente.                                                   |

## División Política
Aldeas: 15 (2016)
Caseríos: 557 (2016)
| Código | Aldea                   | Caserios o Barrios     | Población   |
| ------ | ----------------------- | ---------------------- | ----------- |
| 150301 | CIUDAD DE CATACAMAS     | 54 Barrios 66 Caseríos | 56,404 hab. |
| 150302 | BACADIA                 | 86 Caseríos            | 10,461 hab. |
| 150303 | CONCEPCIÓN DE RÍO TINTO | 12 Caseríos            | 808 hab.    |
| 150304 | EL CERRO                | 19 Caseríos            | 1,922 hab.  |
| 150305 | EL PATASTE              | 26 Caseríos            | 2,701 hab.  |
| 150306 | LA BODEGA               | 68 Caseríos            | 7,614 hab.  |
| 150307 | LA COLONIA AGRICOLA     | 22 Caseríos            | 4,392 hab.  |
| 150308 | LA COLINIA DE PONCAYA   | 121 Caseríos           | 15,008 hab. |
| 150309 | LA CRUZ                 | 27 Caseríos            | 2,354 hab.  |
| 150310 | LA GLORIA DEL PATASTE   | 5 Caseríos             | 469 hab.    |
| 150311 | LA SOSA                 | 12 Caseríos            | 2,583 hab.  |
| 150312 | LAS MESETAS             | 6 Caseríos             | 803 hab.    |
| 150313 | SAN JOSÉ DE RÍO TINTO   | 36 Caseríos            | 5,161 hab.  |
| 150314 | SAN PEDRO DE CATACAMAS  | 38 Caseríos            | 3,635 hab.  |
| 150315 | SIGUATE                 | 30 Caseríos            | 3,223 hab.  |